# Conus virgo
Espèce
Synonymes
- voir paragraphe #Synonymes

Statut de conservation UICN

 LC  : Préoccupation mineure
L'espèce Conus virgo est un mollusque gastéropode marin appartenant à la famille des Conidae.

## Description
C'est un cône de taille moyenne (6-15 cm), à la coquille solide et épaisse. La spire est peu élevée et les bords sont droits, avec un épaulement lisse et une ouverture étroite et régulière. La couleur est très variable, souvent crème mais pouvant aller jusqu'à chocolat ; les spécimens les plus sombres présentent parfois une large bande claire le long du bord columellaire, et les plus clairs de fines stries longitudinales ou horizontales. La pointe est violacée, et l'intérieur est blanc. L'animal est brun. 

## Synonymes
- Conus flavocinctus Link, 1807

## Répartition
Cette espèce est très largement répandue dans l'Indo-pacifique tropical, notamment dans les écosystèmes coralliens, entre la surface et 15 m de profondeur.

## Écologie et comportement
Ces coquillages sont des chasseurs nocturnes, qui se nourrissent de vers polychètes (néréides, eunicides), qu'ils chassent à l'affût. Ils attendent immobiles qu'une proie s'approche, et ils éjectent alors par leur siphon une dent radulaire en forme de harpon, enduite de venin qui paralyse la victime et la tue rapidement. Ils l'ingèrent ensuite par leur bouche extensible et se cachent pour digérer. 
Leur venin, très puissant, peut être très douloureux pour l'homme.

## Galerie

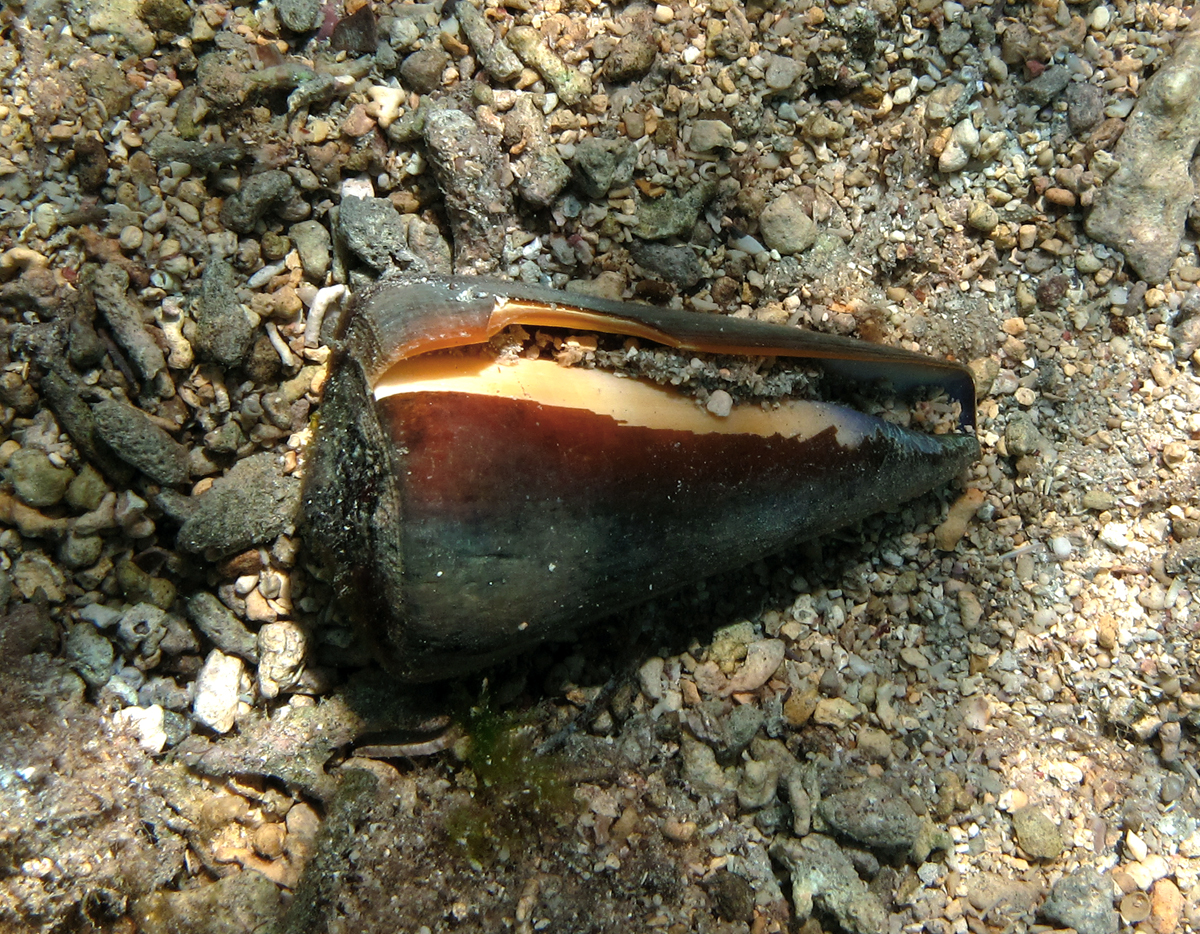
Spécimen in situ à La Réunion.
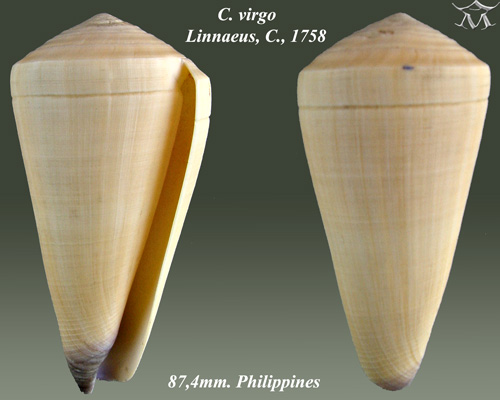
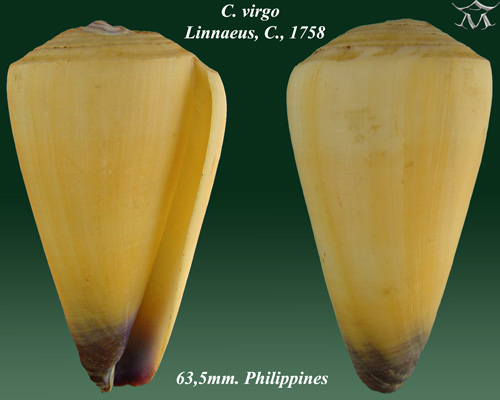
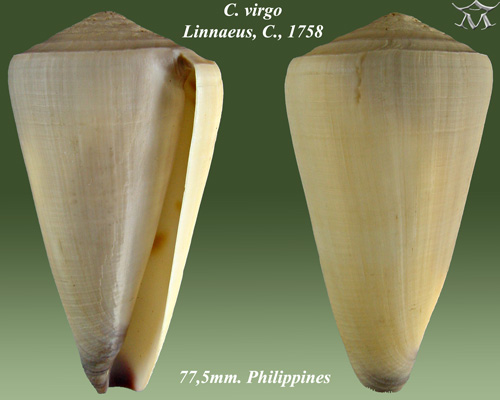
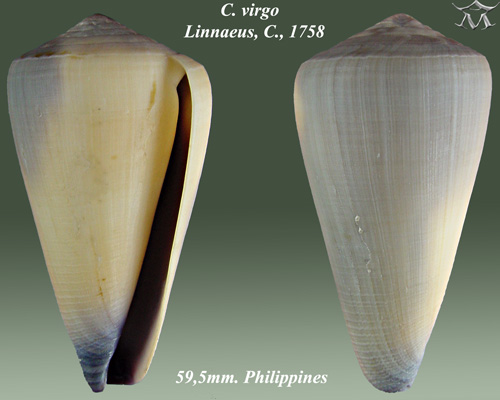